# Robert Mullen
Robert Mullen was een Amerikaans senator van de Democratische Partij. Hij werd verkozen tot senator in de Nevada Senate op 3 november 1868, waar hij Nye County vertegenwoordigde. Mullens ambtstermijn begon de daaropvolgende dag en hij was aanwezig bij twee reguliere zittingen van de senaat. Mullen bleef senator tot de volgende verkiezing in november 1872.